# ستيفن أوكلي
ستيفن أوكلي (بالإنجليزية: Stephen Oakley)‏ هو عالم لغوي كلاسيكي وأستاذ جامعي بريطاني، ولد في 20 نوفمبر 1958.